# 萃取

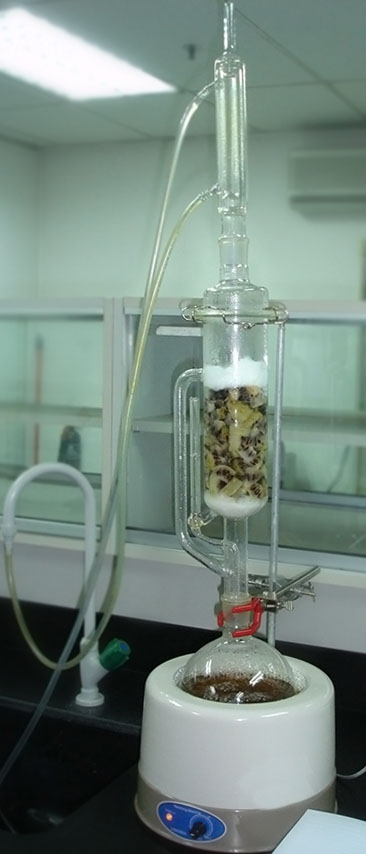
使用索氏提取器萃取水果的化学物質

萃取是利用系统中组分在溶劑中有不同的溶解度来分離混合物的單元操作。
按参與萃取的组分狀態，萃取可分为兩種方式：
- 液-液萃取，用選定的溶劑分離液体混合物中某種成分，溶劑必須與被萃取的混合物液體不相溶，具有選擇性的溶解能力，而且熱稳定性和化學稳定性要好，并且毒性和腐蝕性要小。如用苯分離煤焦油中的酚；用有机溶剂分离石油馏分中的烯烃等。
- 固-液萃取，也叫浸取，用溶剂分离固体混合物中的成分，如用水浸取甜菜中的糖类；用酒精浸取黄豆中的豆油以提高油产量；用水从中药中浸取有效成分以制取流浸膏叫“渗瀝”或“瀝”。

新型萃取技術:
- 超臨界流體萃取，用超過臨界温度和臨界壓力狀態下的氣體作为溶劑進行萃取，常用的超臨界萃取剂有二氧化碳、乙烯、正戊烷、甲苯、氨等。

虽然萃取经常被用在化学實验中，但它的操作过程并不造成被萃取物质化学成分的改变（或说化学反应），僅僅是將被萃取物與萃取成分分離而已，所以萃取操作只是一个物理过程。

## 选择性系数
选择性系数用于表示萃取的效果，用{\displaystyle \beta }表示，为组分{\displaystyle A}与{\displaystyle B}的分配系数{\displaystyle k}之比。{\displaystyle \beta }越大，萃取的效果越好。溶剂的选择性系数可以通过下式定量计算：
{\displaystyle \beta ={\frac {\frac {y_{A}}{y_{B}}}{\frac {x_{A}}{x_{B}}}}={\frac {k_{A}}{k_{B}}}}

## 工业萃取设备

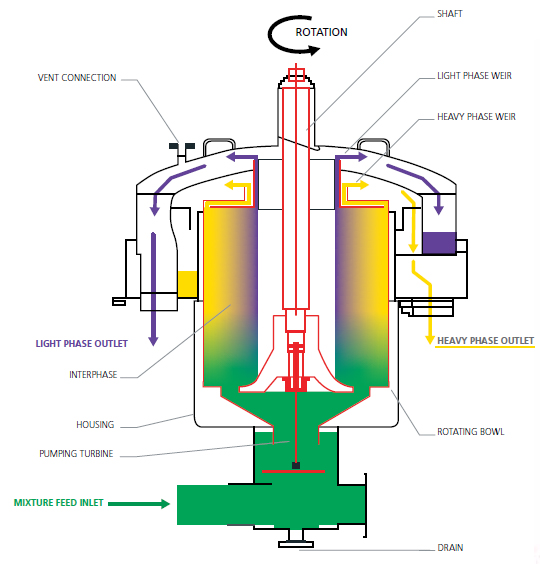
单一状态离心分离器

按两相接触方式的不同，可将萃取设备分为逐级接触式和微分接触式两种，如筛板塔是逐级接触式设备，它在工业上得到了相当广泛的应用；转盘萃取塔、填料萃取塔、脉冲萃取塔等属于微分接触式设备。
离心萃取设备有逐级接触离心机和连续接触离心机两种，它只适合于停留时间短且处理量不大的生产中，在大规模的化工生产中应用较少。

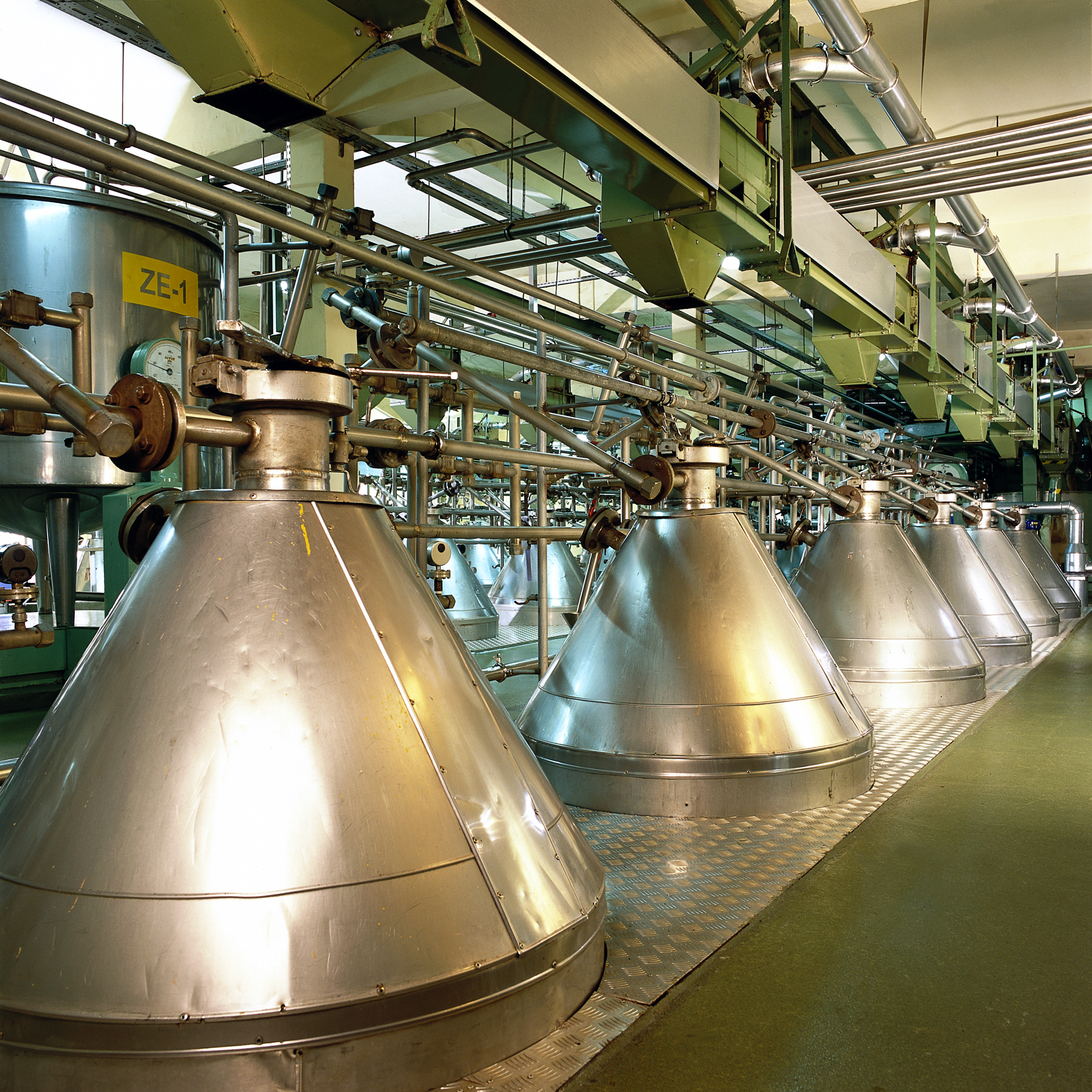
食品工业中的萃取设备